# Antoni Szymanowski
Antoni Jan Szymanowski (Tomaszów Mazowiecki, 1951. január 13. –), lengyel válogatott labdarúgó.
A lengyel válogatott tagjaként részt vett az 1974-es és az 1978-as világbajnokságon, illetve az 1972. és az 1976. évi nyári olimpiai játékokon.

## Pályafutása

### Klubcsapatokban
A hazájában a Wisła Kraków és a Gwardia Warszawa csapatában játszott. 1975-ben a Sport magazin Lengyelország legjobb labdarúgójának választotta, 1978-ban pedig a Wisła színeiben lengyel bajnok lett. 1981 és 1984 között a belga Club Brugge játszott. Általában a jobboldali védő posztján szerepelt.

### A válogatottban
1970. július 22-én debütált a lengyel válogatottban az Irak elleni találkozón. Kétszer vett részt világbajnokságon: 1974-ben Németországban, ahol a lengyelek bronzérmet szereztek, és Argentínában 1978-ban. A müncheni olimpia bajnoka és a montreali olimpia ezüstérmese. Összesen 82 mérkőzést játszott a válogatottban és 1 gólt szerzett.

## Statisztika

### A válogatottban
| Nemzeti csapat | Év       | Pályára lépések | Gólok |
| -------------- | -------- | --------------- | ----- |
| Lengyelország  |          |                 |       |
| 1970           | 3        | 0               |       |
| 1971           | 2        | 0               |       |
| 1972           | 7        | 0               |       |
| 1973           | 13       | 0               |       |
| 1974           | 12       | 0               |       |
| 1975           | 10       | 0               |       |
| 1976           | 8        | 1               |       |
| 1977           | 2        | 0               |       |
| 1978           | 14       | 0               |       |
| 1979           | 8        | 0               |       |
| 1980           | 3        | 0               |       |
| Összesen       | Összesen | 82              | 1     |

## Sikerei, díjai
Wisła Kraków
- Lengyel bajnok (1): 1977–78
- Lengyel kupagyőztes (1): 1967
- Intertotó-kupa győztes (3): 1969, 1970, 1973

 Lengyelország
- Világbajnoki bronzérmes (1): 1974
- Olimpiai bajnok (1): 1972
- Olimpiai ezüstérmes (1): 1976

## Fordítás
- Ez a szócikk részben vagy egészben  a(z)   Шимановский, Антоний című orosz Wikipédia-szócikk ezen változatának fordításán alapul.  Az eredeti cikk szerkesztőit annak laptörténete sorolja fel. Ez a jelzés csupán a megfogalmazás eredetét és a szerzői jogokat jelzi, nem szolgál a cikkben szereplő információk forrásmegjelöléseként.